# Мечеть аль-Халіфа (Багдад)
Мечеть аль-Халіфа (араб. جامع الخلفاء, кириліз.: Жамі аль-Халефі) — історична сунітська ісламська мечеть, розташована в Багдаді, Ірак.
Мечеть датується епохою Аббасидів і її будівництво замовив сам 17-ий халіф Аббасидів аль-Муктафі (р.п. 902—908), як джуму-мечеть для обширного палацового комплексу, спорудженого ним та його батьком аль-Мутадідом. У зв'язку з цим, мечеть часто також називають мечеть Аль-Каср (араб. جامع القصر), що в перекладі з арабської означає "палацова мечеть". Пізніше мечеть охрестили мечетью халіфа, яка і дала нинішню назву мечеть Аль-Халіфа. Мечеть є однією з історичних визначних пам'яток міста Багдад. Про мечеть згадувалося у записах подорожей Ібн Баттути, коли він відвідував Багдад у 1327 році.
Найцікавішою частиною мечеті є її 34-х метровий мінарет, який зберіг свій первісний вигляд, який він мав ще за часів Аббасидів. Мінарет — це єдина частина мечеті, що залишилася від початкової конструкції. Він розташований на південно-східному куті сана і побудований з цегли та зв'язуючого розчину. Мінарет та його фундамент прикрашені мукарнами, а на каркасі мінарету вигравірувано куфіцькі написи та ісламські геометричні візерунки. Мінарет був відреставрований у 1960 році. Проте сьогодні існує занепокоєння можливості його обвалу через відсутність технічного обслуговування, у зв'язку з викликаним релігійним розколом між мечеттю з одного боку сунітів, а з іншого — іракським урядом з шиїтською більшістю.